# Relations entre le Kenya et la Norvège
Les relations entre le Kenya et la Norvège font référence aux relations bilatérales entre la république du Kenya et le royaume de Norvège.

## Histoire
Les relations diplomatiques entre les deux pays ont été établies en 1963.